# Chroicocephalus bulleri
Il gabbiano di Buller o gabbiano becconero (Chroicocephalus bulleri Hutton, 1871) è un uccello della famiglia dei Laridi, endemico della Nuova Zelanda. È la specie di gabbiano a più alto rischio di estinzione.

## Distribuzione e habitat
Questo gabbiano vive unicamente in Nuova Zelanda. La gran parte della popolazione (78%) nidifica nell'Isola del Sud, principalmente nei bacini dei fiumi Mataura, Oreti, Aparima e Waiau.